# Reuben Fine
Reuben Fine (New York, 11 ottobre 1914 – New York, 26 marzo 1993) è stato uno scacchista e psicologo statunitense.
Grande maestro di scacchi, fu uno dei migliori giocatori al mondo tra la metà degli anni trenta e i primi quaranta. Vinse cinque medaglie (di cui quattro d'oro) in tre edizioni delle Olimpiadi degli scacchi e si classificò primo a pari merito al forte torneo AVRO nel 1938. Dopo la seconda guerra mondiale conseguì un dottorato in psicologia, professione per la quale abbandonò l'agonismo. Benché fosse tra i contendenti al titolo di campione del mondo, declinò l'invito alla partecipazione al torneo a sei giocatori del 1948 per l'assegnazione del titolo dopo la morte del regnante Aleksandr Alechin.
Ha inoltre scritto libri sia scacchistici sia di psicologia.

## Biografia

### Inizi
Fine nacque a New York da una famiglia ebrea di origine russa. Imparò a giocare a scacchi all'età di otto anni e iniziò a partecipare ai tornei del noto Marshall Chess Club di New York, trampolino di lancio per diversi famosi giocatori, tra i quali Bobby Fischer. In questo periodo Fine sviluppò grande sicurezza nel gioco rapido, finendo con il diventare uno dei migliori al mondo in questa specialità. A cadenza rapida già nei primi anni trenta fu in grado di dire la sua contro l'allora campione del mondo Aleksandr Alechin, pur dichiarando che le poche volte in cui affrontò nella specialità il suo predecessore José Raúl Capablanca quest'ultimo lo batté «senza pietà».
Il suo primo importante impegno ad alto livello fu il torneo dei giovani maestri di New York 1930, vinto da Arthur Dake. Nel 1931 perse di poco un match-scommessa con l'amico newyorkese Arnold Denker. Si piazzò secondo alle spalle di Fred Reinfeld al campionato dello Stato di New York del 1931 realizzando 8 punti su 11. Ebbe subito modo di prendersi la rivincita vincendo nello stesso anno il campionato del Marshall Chess Club con 10,5 su 13, mezzo punto in più proprio di Reinfeld. Sconfisse Herman Steiner per 5,5 a 4,5 a New York nel 1932 nel primo dei tre match che i due giocatori disputeranno tra di loro in carriera.

### U.S. Open
All'età di diciassette anni conseguì la prima delle sue sette vittorie allo U.S. Open (allora chiamato Western Open) a Minneapolis nel 1932 con il punteggio di 9,5 su 11, mezzo in più rispetto a Samuel Reshevsky. Fine partecipò al suo primo grande torneo internazionale a Pasadena nel 1932, dove arrivò 7º-10º a pari merito totalizzando 5 punti su 11 e che fu vinto dal campione del mondo in carica Alechin. Replicò la vittoria al campionato del Marshall Chess Club nel 1932 con 11,5 su 13, due punti e mezzo in più del secondo classificato. Dopo essersi laureato nel 1932 all'età di diciotto anni al City College di New York (dove fu studente brillante e la cui squadra capitanò alla vittoria del campionato nazionale del 1931), decise di tentare la vita di scacchista professionista per qualche anno.

### Successi olimpici
La vittoria al torneo nazionale di selezione olimpica (New York 1933, con 8 su 10) gli permise di rappresentare il suo paese alle Olimpiadi degli scacchi per la prima volta (ne seguiranno altre due). Fine vinse cinque medaglie (comprese tre medaglie d'oro di squadra) rappresentando gli Stati Uniti. Di seguito (da olimpbase.org) il dettaglio delle sue prestazioni. Ottenne un totale di 20 vittorie, 19 patte e 6 sconfitte, per una percentuale utile del 65,6%.
- Folkestone 1933: terza scacchiera, 9 su 13 (+6 =6 -1), oro di squadra, argento personale.
- Varsavia 1935: prima scacchiera, 9 su 17 (+5 =8 -4), oro di squadra.
- Stoccolma 1937: seconda scacchiera, 11,5 su 15 (+9 =5 -1) oro di squadra, oro personale.

### Successi nordamericani
Fine si riconfermò campione dello U.S./Western Open a Detroit 1933, con 12 su 13, mezzo punto in più di Reshevsky. Nel 1933-34 vinse il campionato del Marshall Chess Club con 9,5 su 11.
Sconfisse Al Horowitz in un match a New York nel 1934 con il netto punteggio di 6 a 3. Arrivò 1º-2º a pari merito con Reshevsky (7,5 su 9) allo U.S./Western Open del 1934 a Chicago.
Divise nuovamente la vittoria Città di Messico 1934, 1º-3º con Herman Steiner e Arthur Dake (11 su 12). A Siracuse 1934 condivise il 3º-4º posto nel torneo che vide la vittoria di Reshevsky. Fine vinse il suo quarto U.S./Western Open consecutivo a Milwaukee 1935, realizzando 6,5 punti su 9 nei turni preliminari e 8 su 11 nelle finali. Dopo aver ottenuto enormi successi in America settentrionale, Fine tentò il suo primo torneo individuale in Europa a Łódź 1935, dove divise il 2º-3º posto con 6 su 9 alle spalle di Savelij Tartakover. Vinse ad Hastings nel 1935-36 con 7,5 su 9, davanti a Salo Flohr.

### Sconfitte di misura al campionato statunitense
Benché Fine partecipasse in maniera attiva e con buoni risultati al campionato statunitense, non fu mai in grado di vincerlo, classificandosi generalmente alle spalle del suo più grande rivale nazionale, Samuel Reshevsky. Quando nel 1936 Frank Marshall rinunciò volontariamente a titolo di campione statunitense che deteneva dall 1909, come risultato si ebbe il primo campionato statunitense dell'epoca moderna. Fine ottenne 10,5 su 15 nell'edizione del 1936 a New York, giungendo 3º-4º a fronte della vittoria di Reshevsky. A New York 1938 si classificò 2º con 12,5 punti su 16, mentre
Reshevsky si riconfermò campione. L'edizione successiva (New York 1940) vide Fine nuovamente vicecampione con 12,5 su 16 e Reshevsky vincere il suo terzo titolo consecutivo. Infine nel campionato del 1944 (sempre a New York) il newyorchese ottenne 14,5 punti su 17, classificandosi 2º, alle spalle di Arnold Denker. In totale Fine ottenne un 50 punti su 64 nei suoi
quattro tentativi al titolo statunitense, per una percentuale utile molto alta, 78,1%, ma, come detto, non fu mai campione.

### Trionfi internazionali
Nei tornei internazionali degli anni trenta Fine poté però vantare migliori risultati rispetto a Reshevsky.
Al termine del 1937 il newyorchese aveva vinto una serie di forti tornei internazionali in Europa ed era uno dei giocatori di maggior successo al mondo. Vinse ad Oslo 1936 con 6,5 su 7, mezzo punto in più di Flohr. Si piazzò primo a Zandvoort 1936 (8,5 su 11) davanti a Max Euwe, allora campione del mondo in carica, Savelij Tartakover e Paul Keres. Divise il 3º-5º posto al fortissimo torneo di Nottingham 1936 con 9,5 su 14, un solo mezzo punto in meno dei vincitori Capablanca, già campione del mondo, e Mikhail Botvinnik, che avrebbe conquistato il titolo nel 1948.
Il 1936 si chiuse con la sua vittoria a pari merito ad Amsterdam (5 su 7 con Euwe, mezzo punto sopra Alechin) e con il secondo posto ad Hastings 1936-1937 con 7,5 su 9 alle spalle di Alechin.
L'anno 1937 si rivelò il più fruttuoso per Fine: vinse a Leningrado 1937 con 4 su 5 davanti a Grigorij Levenfiš (vincitore del forte campionato sovietico lo stesso anno) e a Mosca 1937 con 5 su 7. Queste due vittorie rendono Fine uno dei pochissimi stranieri ad aver ottenuto successi sul suolo sovietico. Si classificò 1º a pari merito con Paul Keres a Margate 1937 (con 7,5 su 9, un punto e mezzo in più di Alechin). Condivise nuovamente la vittoria, con Keres e Henry Grob, a Ostenda 1937 (6 su 9).
A Stoccolma 1937 Fine vinse con 8 su 9, con un distacco di un punto e mezzo su Gideon Ståhlberg, che sconfisse per 5 a 3 in un match a Gotemburgo nello stesso anno. Giunse 2º nel fortissimo torneo di Semmering/Baden 1937 con 8 su 14, alle spalle di Keres. A Ķemeri 1937 ebbe un insolito risultato scadente, arrivando 8º con solo 9 su 16 (il torneo fu vinto da Reshevsky, Flohr e Vladimirs Petrovs). Divise il 4º-5º posto ad Hastings 1937-1938 con 6 su 9 (vittoria di Reshevsky).

### Davanti all'elite
Nel 1938 Fine arrivò primo a pari merito assieme a Paul Keres nel prestigioso torneo AVRO nei Paesi Bassi, un doppio girone all'italiana, con 8,5 su 14, con Keres vincitore per spareggio tecnico. Fu uno dei più famosi tornei del XX secolo e ancora oggi vi è chi lo ritiene il più forte torneo mai tenuto, organizzato con la speranza che il vincitore potesse essere lo sfidante del campione del mondo Alechin. Fine si classificò davanti al futuro campione Mikhail Botvinnik, all'allora campione Alechin (battendolo in entrambe le partite), ai già campioni Euwe e Capablanca e ai grandi maestri Samuel Reshevsky e Salo Flohr.

### Anni di guerra
Con la seconda guerra mondiale che interruppe qualsiasi possibilità di organizzare una sfida per il titolo mondiale, Fine si dedicò alla stesura di libri di scacchi. Nel 1941 scrisse Basic Chess Endings, un compendio di analisi sul finale che, a più di sessanta anni dalla pubblicazione, è ancora considerato una delle migliori opere in materia. Il suo The Ideas Behind the Chess Openings, benché datato, è ancora utile per afferrare le idee alla base di numerose aperture scacchistiche.
Durante la guerra Fine lavorò per la Marina militare statunitense, incaricato di calcolare le probabilità di emersione in determinati punti dell'oceano dei sommergibili tedeschi. Ebbe anche incarichi di traduttore.
Fu naturalmente impossibilitato a competere nei tornei europei durante la guerra, ma comunque partecipò anche a relativamente pochi tornei in America, continuando sì la sua serie positiva, ma potendo contare su premi di scarso valore anche in caso di vittoria. Vinse lo U.S. Open del 1939 con 10,5 su 11, con mezzo punto di vantaggio su Reshevsky. Al 23º campionato del Marshall Chess Club del 1939 ottenne la vittoria con 14 su 16. Vinse nuovamente lo U.S. Open a Dallas a punteggio pieno (8 su 8) nel girone finale, tre punti in più di Herman Steiner. Vinse il campionato dello Stato di New York del 1941 con 8 su 10, davanti a Reshevsky, Denker e Isaac Kashdan. Si ripeté al campionato del Marshall Chess Club del 1941, vincendolo con 14 su 15, e allo U.S. Open del 1941 a St. Louis, vincendo con 4 su 5 nel preliminare e 8 su 9 nelle finali.
Vinse il campionato del circolo Washington D.C. Chess Divan del 1942 con 7 su 7.
Sconfisse nel loro secondo match Herman Steiner per 3,5 a 0,5 a Washington nel 1944.
Vinse il campionato statunitense di scacchi rapidi sia del 1944 (10 su 11) che del 1945 (10 su 11).
Al campionato panamericano a Hollywood nel 1945 giunse 2º, alle spalle di Reshevsky, con 9 su 12.

### Dopo la guerra
Quando la guerra finì nel 1945, Fine frequentava un dottorato in psicologia.
Una volta ottenuto il titolo, giocò nuovamente a scacchi a livello agonistico in qualche occasione. Giocò nella sfida via radio Usa - URSS del 1945, ottenendo mezzo punto su 2 in terza scacchiera contro Isaak Boleslavskij. Si recò in Europa per l'ultima volta per partecipare alla nuova sfida contro l'URSS, ribadendo, sempre in terza scacchiera, il suo 0,5 su 2, ma in questa occasione
contro Paul Keres. Vinse a New York 1948 con 8 su 9, precedendo Miguel Najdorf, Max Euwe e Herman Pilnik. Pareggiò un match contro Najdorf a New York nel 1949. Partecipò alla sfida via radio Usa - Jugoslavia del 1950 pareggiando la sua partita contro Vasja Pirc. Fine ricevette il titolo di grande maestro internazionale, istituito quell'anno dalla FIDE, la federazione mondiale di scacchi. Il suo ultimo importante torneo fu il Maurice Werheim Memorial a New York 1951, dove ottenne 7 punti su 11 piazzandosi 4º (vittoria di Reshevsky).
Giocò il suo terzo e ultimo match contro Herman Steiner a Los Angeles nel 1947, vincendolo per 5 a 1, in preparazione alla potenziale partecipazione al torneo per il titolo mondiale.

### L'assenza al campionato del mondo 1948
Dopo la morte di Alechin nel 1946, la FIDE organizzò il campionato per eleggere il nuovo detentore del titolo mondiale. In quanto vincitore a pari merito del torneo AVRO, Fine fu invitato a partecipare, ma declinò l'offerta per motivi che sono a tutt'oggi dibattuti.
Ufficialmente egli affermò che non aveva modo di interrompere il lavoro sulla sua tesi di dottorato in Psicologia. Le trattative per organizzare il torneo si trascinarono a lungo e per molto tempo non ci fu neppure certezza che esso potesse avere luogo. È stato anche ipotizzato che Fine scelse di non giocare perché sospettò che ci sarebbe stata collaborazione tra i tre sovietici per assicurarsi che fosse uno di loro ad ottenere il titolo. Nel numero di agosto 2004 di Chess Life, ad esempio, il grande maestro Larry Evans ha dichiarato: «Fine mi disse che non voleva sprecare tre mesi della sua vita per guardare i russi accordarsi le partite».
Edward Winter ha compiuto un'ulteriore analisi delle prove al riguardo in un articolo del 2007 su ChessBase.

## Record

### Risultati in carriera contro grandi giocatori
Fine ebbe una carriera relativamente breve ai massimi livelli scacchistici, ma ebbe risultati notevolissimi contro i migliori: 
affrontò cinque campioni del mondo: 
Emanuel Lasker (+1 =0 -0); José Raúl Capablanca (+0 =5 -0); Aleksandr Alechin (+3 =4 -2); Max Euwe (+2 =3 -2) e Mikhail Botvinnik (+1 =2 -0). 
I suoi principali avversari statunitensi furono 
Samuel Reshevsky (+3 =12 -4); Herman Steiner (+21 =8 -4); Isaac Kashdan (+6 =6 -1); Albert Simonson (+6 =1 -1); Al Horowitz (+10 =7 -2); Arnold Denker (+7 =7 -6); Fred Reinfeld (+10 =7 -5); e Arthur Dake (un sorprendente +7 =5 -7, ma con tre sconfitte di un Fine sedicenne contro un Dake più maturo ventenne).
A livello internazionale Fine affrontò i migliori del suo tempo, quasi sempre con risultati in positivo con tre eccezioni: fu in negativo contro Paul Keres (+1 =8 -3); Milan Vidmar (+0 =2 -1); e Isaak Boleslavskij (+0 =1 -1). Ma ottenne pari o migliore risultato contro tutti gli altri: Miguel Najdorf (+3 =5 -3); Savelij Tartakover (+2 =4 -1); Salo Flohr (+2 =7 -0); Grigorij Levenfiš (+1 =0 -0); George Alan Thomas (+2 =3 -0); Erich Eliskases (+1 =2 -0); Vjačeslav Ragozin (+1 =1 -0); Vladimirs Petrovs (+2 =1 -1); Efim Bogoljubov (+1 =1 -0); Jan Foltys (+2 =0 -0); Salo Landau (+4 -0 =1); George Koltanowski (+2 =1 -0); Igor Bondarevskij (+1 =0 -0); Géza Maróczy (+1 =0 -0); William Winter (+4 =0 -0); Ernst Grünfeld (+1 =0 -0);Gideon Ståhlberg (+4 =5 -2); Andor Lilienthal (+1 =0 -0); László Szabó (+0 =1 -0); Vladas Mikėnas (+1 =1 -0); Rudolf Spielmann (+0 =1 -0); e Conel Hugh O'Donel Alexander (+1 =3 -0). 
Contro la nuova generazione di maestri americani che iniziò ad emergere nei tardi anni quaranta, Fine dimostrò di poter ancora fare bene: Arthur Bisguier (+1 =1 -0); Larry Evans (+0 =2 -0); George Kramer (+1 =1 -0); Robert Byrne (+0 =1 -0).

### Otto anni ai vertici mondiali
Benché la FIDE per valutare il rendimento dei giocatori non introdusse ufficialmente il punteggio Elo fino al 1970 è comunque possibile valutare le prestazioni dei giocatori anche prima di quel periodo. Il sito chessmetrics.com, specializzato in valutazioni retrospettive sul livello di gioco di scacchisti del passato, valuta Fine nella Top ten per più di otto anni, dal marzo 1936 all'ottobre 1942 e poi nuovamente da gennaio 1949 sino a dicembre 1950. Tra questi due periodi, Fine fu poco attivo come giocatore, questo spiega la sua uscita dalla classifica. Fine viene valutato 1º al mondo dall'ottobre 1940 al marzo 1941 e nella Top three da dicembre 1938 a giugno 1942, raggiungendo il suo punteggio (teorico) più alto nel giugno 1941 (2762). Va comunque notato come il database di Chessmetrics risulti privo di alcuni degli eventi più importanti della carriera di Fine.

## Psicologo
Dopo aver conseguito il dottorato in psicologia presso la University of Southern California Fine abbandonò gli scacchi a livello agonistico per dedicarsi alla sua nuova professione. Continuò però a giocare a scacchi per tutta la vita, comprese alcune partite amichevoli contro Bobby Fischer nel 1963, una delle quali è inclusa nel libro 60 partite da ricordare di quest'ultimo. Nel 1956 scrisse l'articolo Psychoanalytic Observations on Chess and Chess Masters per una rivista di psicologia, che successivamente trasformò in libro: The Psychology of the Chess Player (in italiano La psicologia del giocatore di scacchi), di scuola freudiana. Pubblicò The History of Psychoanalysis nel 1979 e numerosi altri libri sull'argomento.
Come molti altri psicologi dell'epoca, Fine credeva che l'omosessualità potesse essere curata (attraverso la terapia di conversione) e le sue opinioni sono state citate negli scontri sul tema, compresa la battaglia legale sul matrimonio tra persone dello stesso sesso nelle Hawaii.
Fine fu visiting professor al City College di New York, all'Università di Amsterdam, al Lowell Institute of Technology e all'Università degli Studi di Firenze, e fondò il Creative Living Center a New York.

## Opere

### Scacchi
- Dr. Lasker's Chess Career, Reuben Fine e Fred Reinfeld, 1935.
- Basic Chess Endings, Reuben Fine, 1941, McKay. Riveduto da Pal Benko nel 2003.
- The Ideas Behind the Chess Openings, Reuben Fine, 1943. Riveduto nel 1989. McKay
- Practical Chess Openings, Reuben Fine.
- The Middlegame in Chess, Reuben Fine.
- Modern Chess Openings, Reuben Fine.
- Chess the Easy Way, Reuben Fine, 1942. Ristampato in brossura nel 1986.
- Chess Marches On, Reuben Fine, 1946.
- Lessons From My Games, Reuben Fine, 1958.
- La psicologia del giocatore di scacchi, traduzione di F. Bovoli, Piccola Biblioteca Adelphi 33, 1976; (The Psychology of the Chess Player, 1967)
- Bobby Fischer's Conquest of the World's Chess Championship: The Psychology and Tactics of the Title Match, Reuben Fine, 1973.
- The World's Great Chess Games, Reuben Fine; Dover; 1983.

### Psicologia
- Freud - Riesame critico delle sue teorie, traduzione di Gabriella Micks, Roma, Astrolabio, 1965 (Freud: a Critical Re-evaluation of his Theories, 1962).
- The Healing of the Mind, Reuben Fine (1971).
- The Development of Freud's Thought, Reuben Fine (1973).
- Psychoanalytic Psychology, Reuben Fine (1975).
- Storia della psicoanalisi, traduzione di Caterina Ranchetti, Boringhieri, 1982 (The History of Psychoanalysis, 1979).
- The Psychoanalytic Vision, Reuben Fine (1981).
- The Logic of Psychology, Reuben Fine (1985).
- The Meaning of Love in Human Experience, Reuben Fine (1985).
- Narcissism, the Self, and Society, Reuben Fine (1986).
- The Forgotten Man: Understanding the Male Psyche, Reuben Fine (1987).